# ラッセル・ウォン
ラッセル・ウォン（Russell Girard Wong、王盛德、ピン音: Wáng Shèngdé。1963年3月1日 - ）は、アメリカ合衆国出身の俳優、写真家である。俳優でモデルのマイケル・ウォンの兄としても知られる。

## 略歴
ニューヨーク州トロイにおいて、中国系アメリカ人のレストラン経営者ウィリアム・ウォンと、オランダ人とフランス人の血を引くアメリカ人芸術家 Connie Van Yserloo との間に、7人兄弟の6番目として生まれている。両親は彼が7歳の時に離婚し、ウォンは母親と共にカリフォルニアに移る。
映画デビューは1985年だが、それ以前は写真家またダンサーとして生計を立てていた。ダンサーとしてはジャネット・ジャクソンなどのPVに出演している。映画やテレビに端役での出演が続いたが、1989年にウェイン・ワン監督の『夜明けのスローボート』に主演し注目される。

## 主な出演作品
| 公開年 | 邦題 原題                                                              | 役名           | 備考                               |
| ------ | ---------------------------------------------------------------------- | -------------- | ---------------------------------- |
| 1989   | 夜明けのスローボート Eat a Bowl of Tea                                 | ベン・ロイ     |                                    |
| 1990   | チャイナホワイト China White                                           | ボビー・チョー |                                    |
| 1990   | China Cry: A True Story                                                | ラム           |                                    |
| 1991   | ニュー・ジャック・シティ New Jack City                                 | パーク         |                                    |
| 1993   | ジョイ・ラック・クラブ The Joy Luck Club                               | リン・シャオ   |                                    |
| 1995   | バニシング・サン Vanishing Son                                         | Jian-Wa Chang  | テレビシリーズ、13エピソードに出演 |
| 2000   | ロミオ・マスト・ダイ Romeo Must Die                                    | カイ           |                                    |
| 2000   | ザ・ハッカー Takedown                                                  | 下村努         |                                    |
| 2004   | ツイステッド Twisted                                                   |                |                                    |
| 2005   | 覗かれた隣人 Inside Out                                                | フランク       |                                    |
| 2006   | UNDOING Undoing                                                        | レオン         |                                    |
| 2006   | 拳 アルティメット・ファイター Honor                                    | レイ           |                                    |
| 2008   | ハムナプトラ3 呪われた皇帝の秘宝 The Mummy: Tomb of the Dragon Emperor | ミン・グオ     |                                    |
| 2008   | シャオ夫人のお葬式大作戦! Dim Sum Funeral                              | アレクサンダー |                                    |
| 2009   | ザ・サンクチュアリ Sanctuary                                           | パトリック     |                                    |
| 2011   | 我知女人心                                                             |                | 中国映画                           |
| 2019   | 大脱出3 Escape Plan: The Extractors                                    | ジャン         |                                    |

## 備考
- 名前の似た人物にラッセル・ウォング（Russel Wong、シンガポールの写真家）がいる。